# 艾伦·杰伊
艾伦·杰伊（英語：Allan Jay，1931年6月30日—2023年3月5日），英国男子击剑运动员，他曾获得1959年世界击剑锦标赛男子花剑个人冠军。他也在1960年夏季奥运会上获得男子个人重剑和男子团体重剑银牌。